# Жарнова
Жарнова (пол. Żarnowa) — село в Польщі, у гміні Стрижів Стрижівського повіту Підкарпатського воєводства.
Населення — 883 особи (2011).

## Етнографія
Лінгвісти зараховували українців даної місцевості до замішанців — проміжної групи між лемками і надсянцями.

## Історія
Українці-грекокатолики села поступово зазнавали процесів латинізації та подальшої полонізації. Вони належали до парафії Близенька Короснянського деканату Перемишльської єпархії.
Після Другої світової війни село опинилось на теренах ПНР.
У 1975-1998 роках село належало до Ряшівського воєводства.

## Демографія
Демографічна структура станом на 31 березня 2011 року:
|          | Загалом | Допрацездатний вік | Працездатний вік | Постпрацездатний вік |
| -------- | ------- | ------------------ | ---------------- | -------------------- |
| Чоловіки | 454     | 101                | 308              | 45                   |
| Жінки    | 429     | 73                 | 249              | 107                  |
| Разом    | 883     | 174                | 557              | 152                  |